# هادی ترکی
هادی ترکی (زاده ۱۵ مه ۱۹۲۲ – درگذشته ۳۱ مارس ۲۰۱۹) یک هنرمند تونسی با اصالت ترک بود. او به عنوان یکی از پیشگامان نقاشی انتزاعی در تونس شناخته می‌شود؛ و یک عضو با نفوذ در این مکتب در نظر گرفته می‌شود.